# Charmes (Allier)
Pour les articles homonymes, voir Charmes.
Charmes est une commune française située dans le département de l'Allier, en région Auvergne-Rhône-Alpes.

## Géographie

### Localisation
Charmes est située en Limagne bourbonnaise à proximité de Gannat, au sud du département de l'Allier.
Sept communes, dont deux hors du département, sont limitrophes de Charmes :
| Gannat                            | Monteignet-sur-l'Andelot | Cognat-Lyonne |
| Poëzat                            | Charmes                  | Biozat        |
| Saint-Genès-du-Retz (Puy-de-Dôme) | Effiat (Puy-de-Dôme)     |               |

### Climat
Pour des articles plus généraux, voir Climat d'Auvergne-Rhône-Alpes et Climat de l'Allier.
En 2010, le climat de la commune est de type climat océanique dégradé des plaines du Centre et du Nord, selon une étude du CNRS s'appuyant sur une série de données couvrant la période 1971-2000. En 2020, Météo-France publie une typologie des climats de la France métropolitaine dans laquelle la commune est exposée à un climat de montagne ou de marges de montagne et est dans la région climatique Nord-est du Massif Central, caractérisée par une pluviométrie annuelle de 800 à 1 200 mm, bien répartie dans l’année.
Pour la période 1971-2000, la température annuelle moyenne est de 10,8 °C, avec une amplitude thermique annuelle de 16 °C. Le cumul annuel moyen de précipitations est de 722 mm, avec 8,6 jours de précipitations en janvier et 7,2 jours en juillet. Pour la période 1991-2020, la température moyenne annuelle observée sur la station météorologique installée sur la commune est de 11,9 °C et le cumul annuel moyen de précipitations est de 675,4 mm,. Pour l'avenir, les paramètres climatiques de la commune estimés pour 2050 selon différents scénarios d'émission de gaz à effet de serre sont consultables sur un site dédié publié par Météo-France en novembre 2022.
| Mois                                  | jan.           | fév.           | mars           | avril         | mai             | juin          | jui.          | août           | sep.          | oct.          | nov.            | déc.           | année      |
| ------------------------------------- | -------------- | -------------- | -------------- | ------------- | --------------- | ------------- | ------------- | -------------- | ------------- | ------------- | --------------- | -------------- | ---------- |
| Température minimale moyenne (°C)     | 0,7            | 0,7            | 3,1            | 5,6           | 9,1             | 12,7          | 14,4          | 14,5           | 11,1          | 8,5           | 4               | 1,4            | 7,2        |
| Température moyenne (°C)              | 3,9            | 4,6            | 8              | 11            | 14,5            | 18,5          | 20,6          | 20,5           | 16,7          | 13            | 7,5             | 4,5            | 11,9       |
| Température maximale moyenne (°C)     | 7              | 8,5            | 12,9           | 16,3          | 19,9            | 24,3          | 26,9          | 26,6           | 22,2          | 17,5          | 11,1            | 7,5            | 16,7       |
| Record de froid (°C) date du record   | −12,1 25.01.07 | −14,3 05.02.12 | −13,7 01.03.05 | −5,6 08.04.03 | −0,1 07.05.1997 | 3,6 04.06.01  | 7 17.07.00    | 4,8 30.08.1998 | 1,5 28.09.08  | −6 29.10.1997 | −9,4 22.11.1998 | −12,3 15.12.01 | −14,3 2012 |
| Record de chaleur (°C) date du record | 19 30.01.02    | 22,1 24.02.21  | 25,7 31.03.21  | 29,3 30.04.05 | 32,2 27.05.17   | 41,2 26.06.19 | 42,1 24.07.19 | 39,9 12.08.03  | 36,6 04.09.23 | 32 02.10.23   | 23,9 01.11.14   | 17,9 25.12.22  | 42,1 2019  |
| Précipitations (mm)                   | 39,1           | 25,1           | 39             | 63,9          | 79,1            | 67,3          | 69,2          | 73,1           | 57,3          | 57,4          | 61,2            | 43,7           | 675,4      |

### Transports

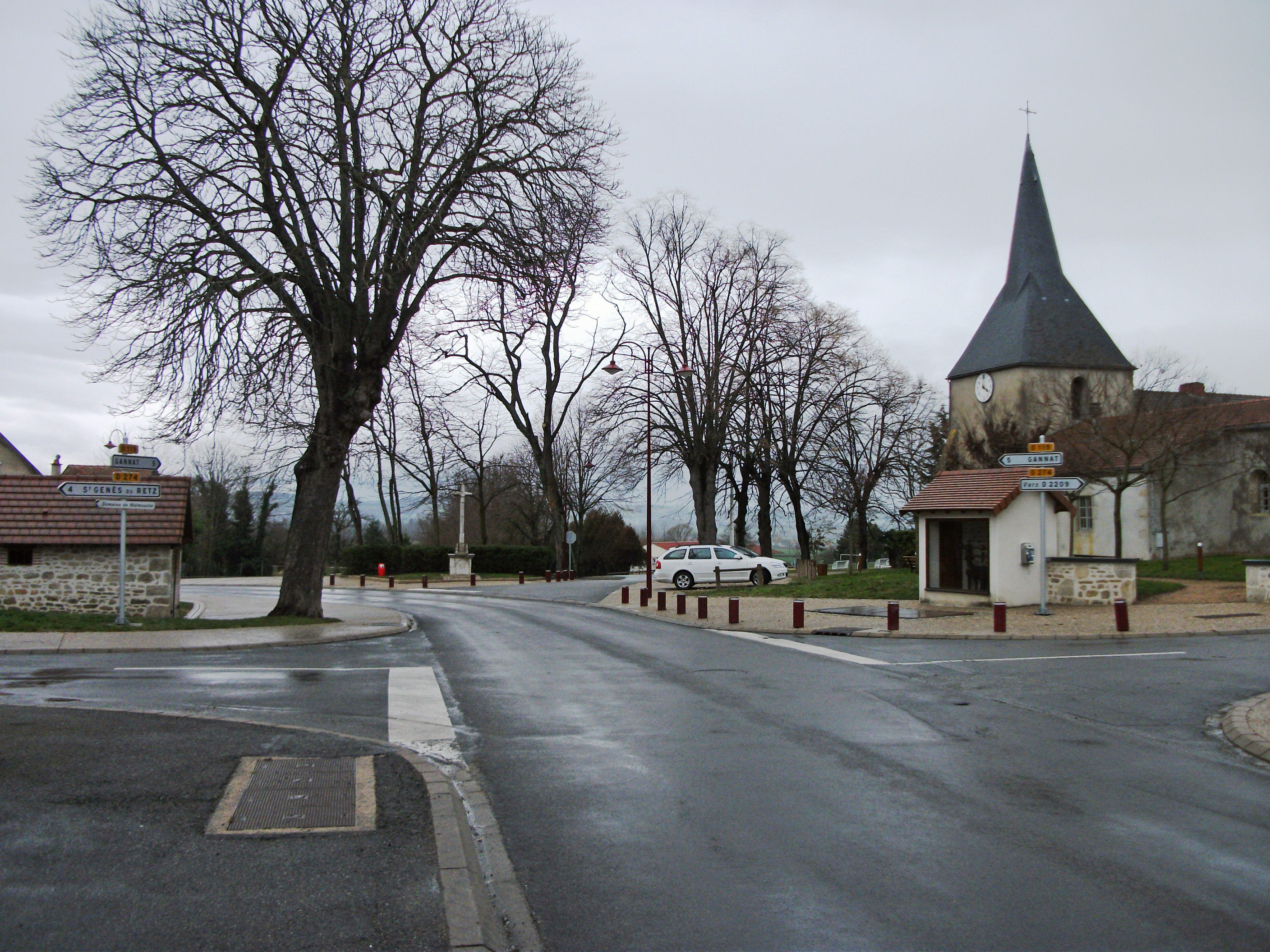
La route départementale 119 en direction de Gannat.

Le territoire communal est traversé par les routes départementales 119 (liaison de Gannat à Biozat et à la RD 984), 274 (de la RD 2209 au lieu-dit Pont Ratier à la limite départementale à Malmouche, en direction de Saint-Genès-du-Retz) et 574 (de la RD 2209 au lieu-dit de la Croix Rouge à Gannat à la RD 274 à un point situé entre Chezelle et le Pâturail).

## Urbanisme

### Typologie
Au 1er janvier 2024, Charmes est catégorisée commune rurale à habitat dispersé, selon la nouvelle grille communale de densité à 7 niveaux définie par l'Insee en 2022.
Elle est située hors unité urbaine. Par ailleurs la commune fait partie de l'aire d'attraction de Gannat, dont elle est une commune de la couronne,. Cette aire, qui regroupe 8 communes, est catégorisée dans les aires de moins de 50 000 habitants,.

### Occupation des sols

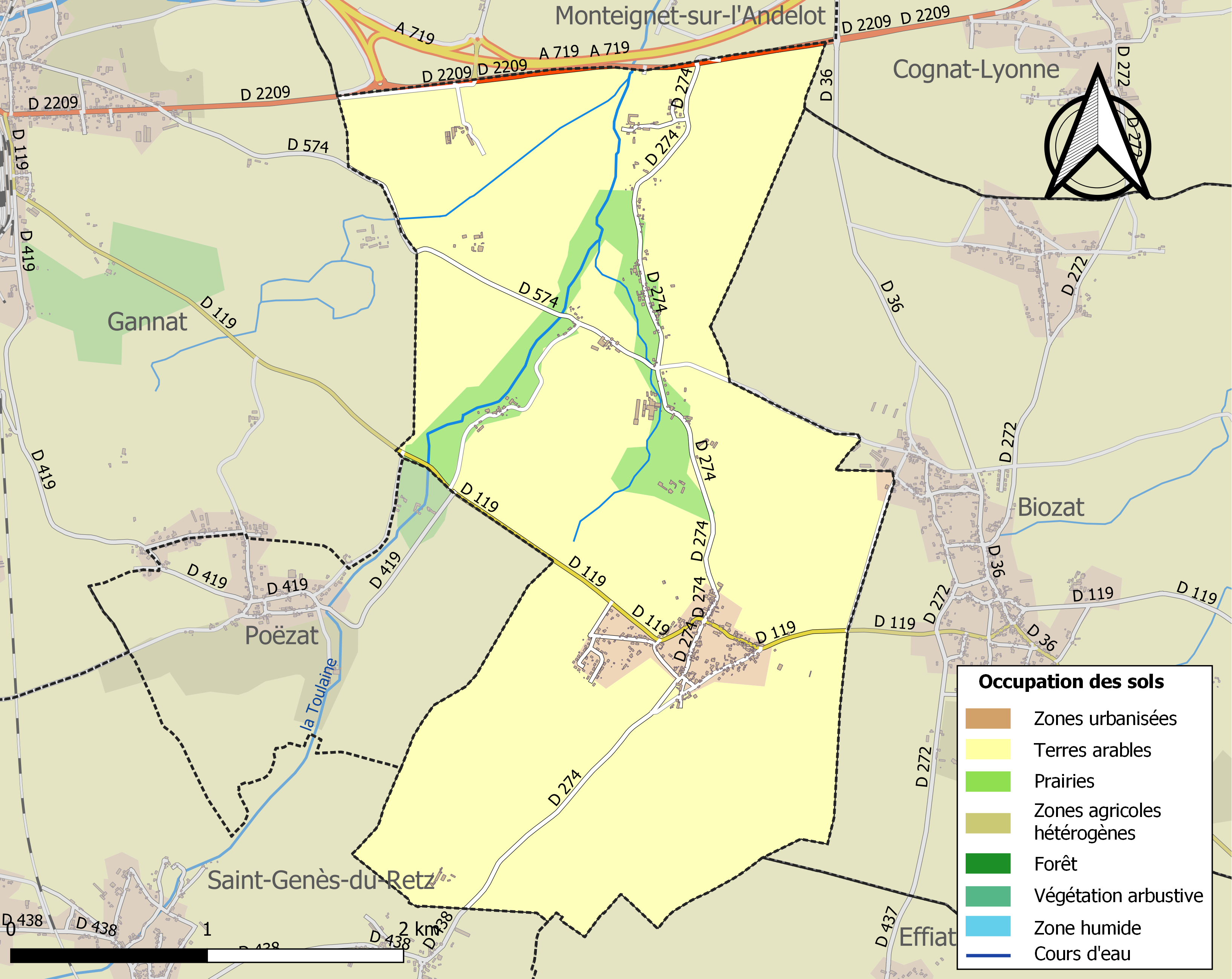
Carte des infrastructures et de l'occupation des sols de la commune en 2018 (CLC).

L'occupation des sols de la commune, telle qu'elle ressort de la base de données européenne d’occupation biophysique des sols Corine Land Cover (CLC), est marquée par l'importance des territoires agricoles (96,2 % en 2018), une proportion sensiblement équivalente à celle de 1990 (96,1 %). La répartition détaillée en 2018 est la suivante : terres arables (88,9 %), prairies (7,3 %), zones urbanisées (3,8 %).
L'IGN met par ailleurs à disposition un outil en ligne permettant de comparer l'évolution dans le temps de l'occupation des sols de la commune (ou de territoires à des échelles différentes). Plusieurs époques sont accessibles sous forme de cartes ou photos aériennes : la carte de Cassini (XVIIIe siècle), la carte d'état-major (1820-1866) et la période actuelle (1950 à aujourd'hui).

## Toponymie
Les habitants de Charmes sont appelés les Charmois et les Charmoises.

## Politique et administration
| Période                                  | Période                      | Identité        | Étiquette | Qualité                      |
| ---------------------------------------- | ---------------------------- | --------------- | --------- | ---------------------------- |
| Les données manquantes sont à compléter. |                              |                 |           |                              |
| avant 1988                               | ?                            | Edouard Cloitre |           |                              |
| mars 2001                                | mai 2020                     | André Seguin    |           | Retraité réélu en avril 2014 |
| mai 2020                                 | En cours (au 8 juillet 2020) | Jean Durantel   |           | Chauffeur routier - Retraité |

## Population et société

### Démographie
L'évolution du nombre d'habitants est connue à travers les recensements de la population effectués dans la commune depuis 1793. Pour les communes de moins de 10 000 habitants, une enquête de recensement portant sur toute la population est réalisée tous les cinq ans, les populations de référence des années intermédiaires étant quant à elles estimées par interpolation ou extrapolation. Pour la commune, le premier recensement exhaustif entrant dans le cadre du nouveau dispositif a été réalisé en 2006.

En 2022, la commune comptait 374 habitants, en évolution de −5,56 % par rapport à 2016 (Allier : −1,38 %, France hors Mayotte : +2,11 %).
| 1793 | 1800 | 1806 | 1821 | 1831 | 1836 | 1841 | 1846 | 1851 |
| ---- | ---- | ---- | ---- | ---- | ---- | ---- | ---- | ---- |
| 609  | 679  | 692  | 719  | 728  | 709  | 700  | 706  | 698  |

| 1856 | 1861 | 1866 | 1872 | 1876 | 1881 | 1886 | 1891 | 1896 |
| ---- | ---- | ---- | ---- | ---- | ---- | ---- | ---- | ---- |
| 717  | 681  | 690  | 664  | 616  | 605  | 564  | 556  | 515  |

| 1901 | 1906 | 1911 | 1921 | 1926 | 1931 | 1936 | 1946 | 1954 |
| ---- | ---- | ---- | ---- | ---- | ---- | ---- | ---- | ---- |
| 490  | 475  | 478  | 405  | 383  | 359  | 314  | 324  | 323  |

| 1962 | 1968 | 1975 | 1982 | 1990 | 1999 | 2006 | 2011 | 2016 |
| ---- | ---- | ---- | ---- | ---- | ---- | ---- | ---- | ---- |
| 336  | 315  | 286  | 308  | 328  | 293  | 333  | 383  | 396  |

| 2021 | 2022 | - | - | - | - | - | - | - |
| ---- | ---- | - | - | - | - | - | - | - |
| 381  | 374  | - | - | - | - | - | - | - |

### Enseignement
Charmes dépend de l'académie de Clermont-Ferrand. Il n'existe aucune école.
Les écoliers et les collégiens se rendent à Gannat. Les lycéens sont scolarisés à Cusset, au lycée Albert-Londres, ou à Saint-Pourçain-sur-Sioule, au lycée Blaise-de-Vigenère.

## Culture locale et patrimoine

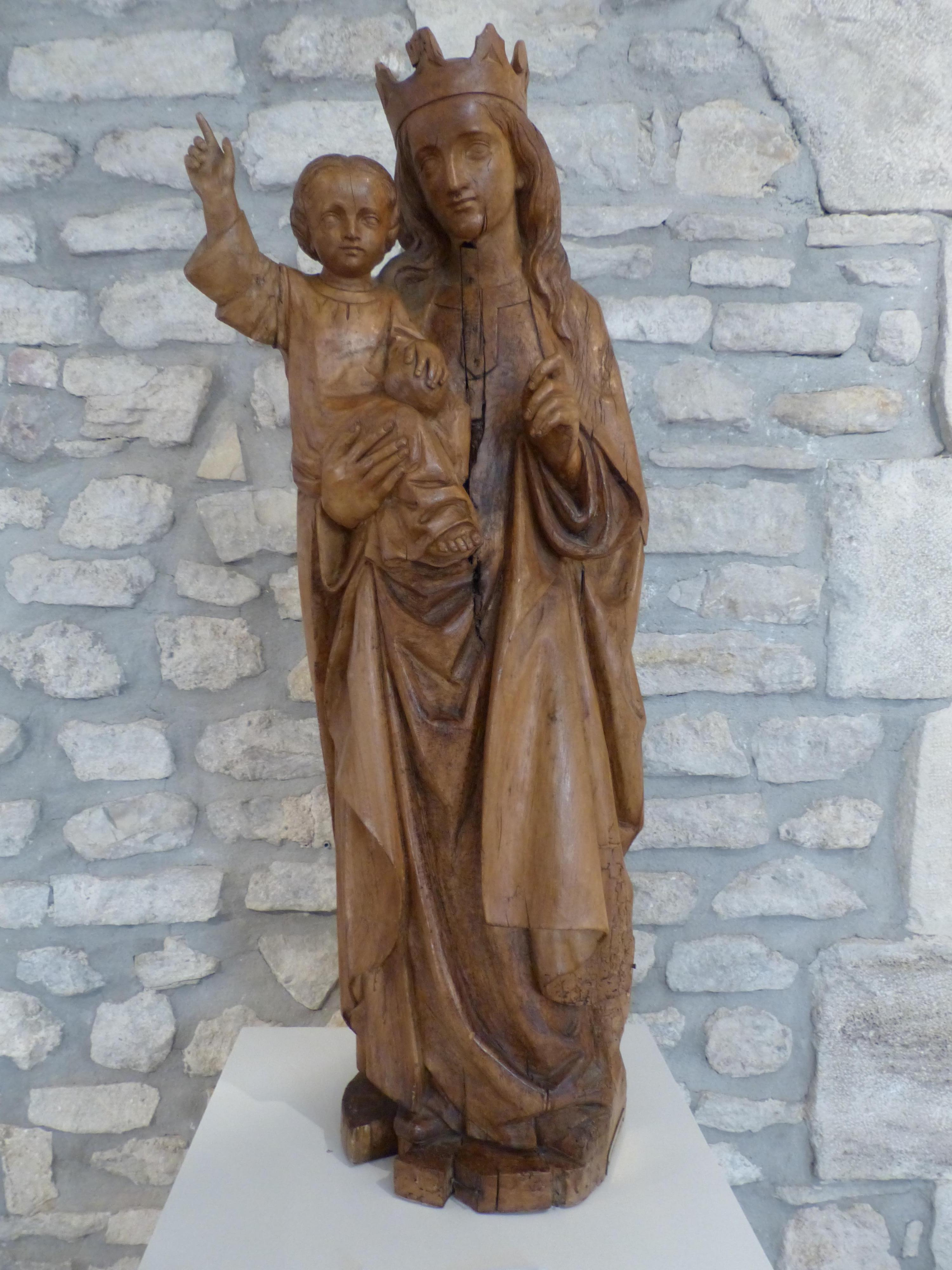
Vierge à l'enfant. XVI. Musée Yves-Machelon, à Gannat. Provient de l'église Saint-Martin de Charmes.

### Lieux et monuments
- Abbaye de Pont-Ratier, de l'ordre de Fontevraud, fondée au XIIe siècle.
- Église Saint-Martin, XIXe siècle, de style néo-gothique, rattachée aujourd'hui à la paroisse Saint-Léger-Sainte-Procule de Gannat.
- Maison forte de Malmouche (XVe siècle)[23].
- Maison forte de Montluisant (XVe siècle)[23].